# Helicodiceros muscivorus

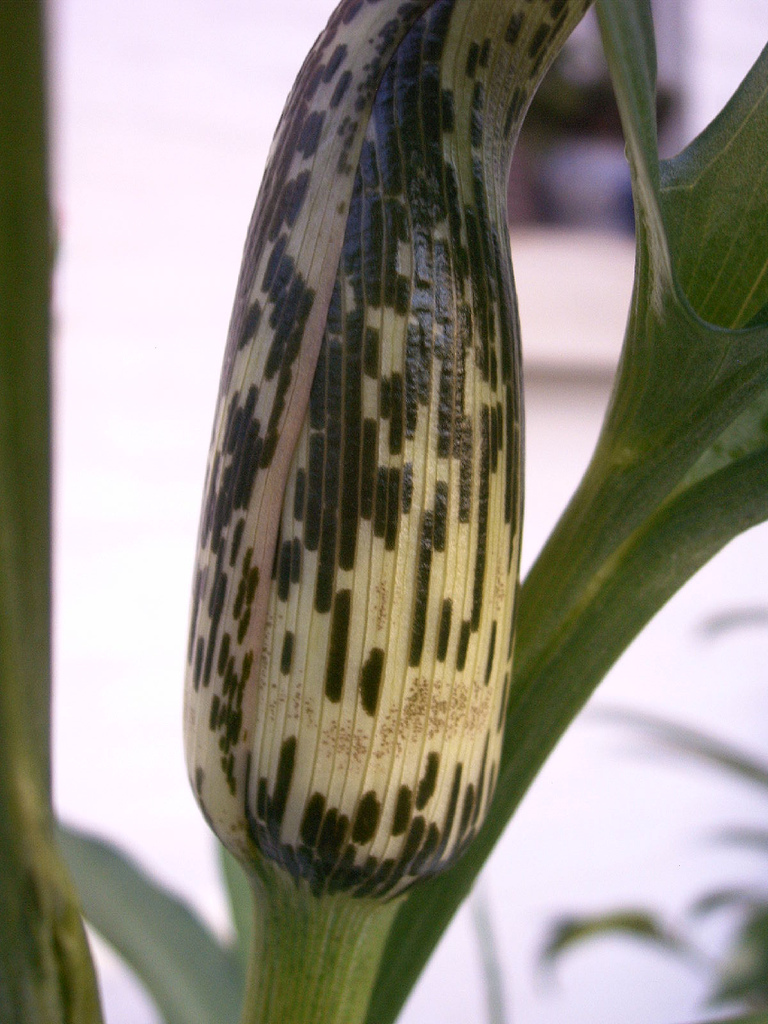
Niedojrzały kwiatostan

Helicodiceros muscivorus (L.f.) Engl. in A.DC & A.C.P.de Candolle – gatunek rośliny, należący do monotypowego rodzaju Helicodiceros, z plemienia Areae w rodzinie obrazkowatych, endemiczny dla Balearów, Korsyki i Sardynii.
Z uwagi na ciekawe liście i kwiatostany rośliny z tego gatunku uprawiane są jako ozdobne rośliny pokojowe i ogrodowe oraz jako ciekawostki w ogrodach botanicznych.

## Morfologia
PokrójŚredniej wielkości roślina zielna, rosnąca pojedynczo lub tworząca kępy, o wysokości do 75 cm.
ŁodygaRoślina tworzy podziemną, niemal kulistą bulwę pędową o wymiarach 5–14×2,5–6,5 cm. Rośliny dorosłe tworzą bulwy przybyszowe z przypadkowych, obrzeżnych odrośli.
LiściePochwy liściowe tworzą pseudo-łodygę o długości do 50 cm i średnicy do 4,5 cm, chroniącą szypułkę. Pseudo-łodyga bladozielona do lekko sinozielonej, z dużymi, postrzępionymi, zielonkawo- do purpurowo-brązowymi, podłużnymi plamami, zwłaszcza na pochwie szypułki. Ogonki liściowe w przekroju w kształcie litery D. Blaszki liściowe wachlarzowatopalczaste, oszczepowate w zarysie, o wymiarach 10–35×6–20 cm. Środkowy listek szeroki, dalsze listki węższe, wzniesione i spiralnie skręcone. Blaszka liściowa tej rośliny przypomina poroże.
KwiatyKwiatostan typu kolbowatego pseudancjum, o długości 15 – 45 cm. Szypułka częściowo zamknięta w pseudo-łodydze, wystaje z niej na długość od 2 do 15 cm, w kolorze bladozielonym do lekko sinozielonego. Pochwa kwiatostanu u nasady podłużna, silnie skręcona do średnicy od 3 do 6 cm na długości od 5 do 11 cm, z zewnątrz jasnozielona z postrzępionymi, zielonkawo- do brązowo-purpurowymi, podłużnymi plamami, wewnątrz jasnozielono-purpurowa, pokryta wyraźnymi, ciemnopurpurowymi, podłużnymi prążkami, u wejścia również bardzo gęstymi, szczecinowatymi, ciemnopurpurowymi włoskami. Górna część pochwy o wymiarach 10–40×8–34 cm, podłużnie jajowata, ostro do spiczasto zakończona, zakrzywiona pod kątem prostym, wewnątrz jasnozielono-różowawa z różowawymi plamami, pokryta ciemnopurpurowymi włoskami, bardzo gęstymi blisko wejścia do skręconej, dolnej części pochwy. Kolba o długości od 13 do 43 cm, zakrzywiona, zbliżona do górnej części pochwy, trzonowata, smukła do nieco masywnie cylindryczno-wrzecionowatej. Wyrostek kolby o długości od 9 do 38 cm. Kolba gęsto pokryta ciemnopurpurowymi, skierowanymi do góry włoskami, ścieniającymi się bliżej wierzchołka. Kwiaty żeńskie ułożone u nasady pochwy na długości 1,5–3 cm. Zalążnie podłużne, jednokomorowe, kilkuzalążkowe, o wymiarach 2–3,3×1,5–2 mm, jasnokremowe do jasnozielonych. Szyjki słupków jasnopurpurowe, znamiona kremowe, o wymiarach 0,5–0,75×0,3 mm. Oddzielający kwiaty żeńskie od męskich pasek szydłowato-sierpowatych, u dołu żółtych, dalej purpurowych prątniczek o wymiarach 5–25×1–4 mm. Kwiaty męskie 2-3-pręcikowe, położone na odcinku 1,5–2,5 cm. Nitki pręcików krótsze od ciemnopurpurowych pylników. W okresie kwitnienia kwiatostany tych roślin przypominają wyglądem okolicę odbytu zdechłego ssaka.
OwoceOwocostan, o wymiarach 5–12×2,5–7 cm, składający się z około 60 odwrotnie jajowatych do kulisto-eliptycznych jagód o wymiarach 3,5–7×3–5 mm, pomarańczowo-czerwonych po dojrzeniu, zawierających od 1 do 3 nasion. Nasiona szeroko jajowate, o średnicy około 3 mm, brązowe.
KorzenieBiałe, mięsiste i kruche korzenie przybyszowe.
Gatunki podobneGatunek podobny do roślin z rodzaju drakunkulus. Różni go między innymi gęsto pokryty włoskami kwiatostan, podłużnie prążkowana pochwa, kształt liści i masywne prątniczki.

## Biologia i ekologia
RozwójBylina, geofit. Bulwy rozwijają się głęboko wśród skał. Rośliny rozpoczynają okres wegetacyjny na przełomie stycznia i lutego, wyrastając przez szczeliny i pęknięcia skalne. Kwiatostan tworzy się na przełomie kwietnia i maja; z uwagi na swój rozmiar płoży się na skale. Jesienią części naziemne obumierają, a roślina wchodzi w stan spoczynku.
Na dzień przed kwitnieniem kwiatostan rośliny lekko się rozluźnia, otwierając się całkowicie pierwszej nocy kwitnienia. Kolory pochwy są bardzo żywe, włoski podniesione, a wyrostek kolby przylega płasko do pochwy. Po wschodzie słońca pierwszego dnia kwitnienia kwiatostan zaczyna wydzielać bardzo silny odór przypominający ptasią padlinę (określany także jako zapach gnijących ryb, odchodów i kosza na śmieci), a temperatura wyrostka i kwiatów męskich podnosi się o około 10° – 15 °C powyżej temperatury powietrza. Kiedy słońce zaczyna bezpośrednio oświetlać kwiatostany, przyciągają do niego muchy z rodziny plujkowatych (przede wszystkim mucha plujka i Lucilia regalis) oraz zgniłówkowatych. Owady te lądują na pochwie, a część z nich przechodzi do podgrzanej komory w dolnej części kwiatostanu, gdzie zostaje uwięziona, z uwagi na wzniesione włoski zakrywające drogę wyjścia z komory. Jeżeli owady pokryte są pyłkiem innych roślin tego gatunku, zapylają kwiaty żeńskie. O poranku drugiego dnia kwitnienia kwiaty żeńskie stają się nieaktywne, a roślina wypuszcza pyłek, obsypując nim uwięzione w komorze muchy. Kwiatostan pozostaje otwarty, jego temperatura spada, pochwa zaczyna odstawać od wyrostka kolby, a włoski opadają, co pozwala odlecieć uwięzionym owadom. W kolejnych dniach brzegi pochwy zwijają się do góry, tworząc korytko wokół wyrostka, kolory kwiatostanu blakną, a roślina przestaje wydzielać zapach. Następnie zarówno pochwa, jak i wyrostek więdną.
Maksymalny współczynnik oddechowy kwiatów męskich w czasie termogenezy, wynoszący 0,82 μmol CO2 s-1 g-1, może być najwyższym zarejestrowanym dla tkanek roślinnych. Roślina potrafi podnieść temperaturę kwiatostanu do 45 °C, a więc podobnej do temperatury mięśni owadów w trakcie lotu.
SiedliskoSkaliste zbocza i klify na brzegu morza, na wysokości 25 – 250 m n.p.m. Prawie zawsze występują w pobliżu kolonii mew. Muchy związane z tymi koloniami są głównymi zapylaczami tych roślin.
GenetykaLiczba chromosomów 2n = 56.

## Nazewnictwo
Toponimia nazwy naukowejNazwa naukowa rodzaju pochodzi od greckich słów έλιξ (helix – spirala), δισ (dis – podwójny) i κέρας (keras – róg) i odnosi się do kształtu blaszki liściowej. Określenie gatunkowe muscivorus pochodzi od łacińskich słów musca (mucha) i vorare (pożerać, karmić się).
Nazwy zwyczajoweGatunek nie posiada nazwy zwyczajowej w języku polskim. W języku angielskim roślina ta określana jest jako dead horse arum, czyli zdechły koń, w języku niemieckim Drachenmaul, czyli smoczy pysk, a w dialekcie korsykańskim arechja di porcu, czyli świńskie ucho.
Synonimy
- nomenklatoryczne:
  - Arum muscivorum L.f. – bazonim
  - Dracunculus muscivorus (L.f.) Parl.
- taksonomiczne:
  - Arum crinitum Aiton
  - Arum spirale Salisb.
  - Dracunculus crinitus Schott in Schott et Endl.
  - Megotigea crinita Raf.
  - Helicodiceros crinitus (Raf.) Schott
  - Dracunculus muscivorus var. caprariensis Romo

## Uprawa
WymaganiaRoślina wymaga żyznego podłoża, składającego się z 6 części kompostu, 1 części piasku i 1 części kory z drzew liściastych. Doniczka powinna mieć średnicę trzykrotnie większą od średnicy bulwy i być dość wysoka, nawet powyżej 50 cm. Bulwę należy wysadzić 20 cm pod powierzchnią. Podłoże powinno być wilgotne, ale nie mokre. Stanowisko półcieniste.
PielęgnacjaPo przejściu rośliny w stan spoczynku należy pozwolić całkowicie wyschnąć podłożu, a podsuszoną bulwę przenieść do ciemnego, suchego i chłodnego miejsca. Po rozpoczęciu okresu wegetacyjnego bulwa powinna zostać wysadzona do wilgotnego podłoża. Wysuszenie podłoża w okresie wegetacji spowoduje nieodwracalne przejście rośliny w stan spoczynku. W okresie wegetacji zalecane jest dodatkowe nawożenie.
RozmnażanieZ bulw przybyszowych o średnicy powyżej 5 mm, które powinny być wysadzane na głębokości kilku centymetrów.
Choroby i szkodnikiNicienie, roztocze, zgnilizna.